# Otto Wanz
Otto Wanz (* 13. Juni 1943 in Graz; † 14. September 2017 ebenda) war ein österreichischer Boxer, Ringer, Wrestler und Schauspieler, der unter dem Ringnamen „Big Otto“ Wanz bekannt wurde. Mit einer Größe von 1,89 Meter und einem Gewicht von 175 Kilogramm zählte er zu den Super-Schwergewichten. Zuletzt arbeitete Otto Wanz als Wettbewerbsveranstalter.

## Leben
Der gelernte Kfz-Mechaniker Otto Wanz war bereits in seiner Jugend ein derart erfolgreicher Boxer, dass er noch als 16-Jähriger vom Boxverband in den Erwachsenenbereich geholt wurde, nachdem die gleichaltrigen Boxkollegen gegen ihn chancenlos waren. Danach holte er zahlreiche Landesmeistertitel, wurde 1960 in die österreichische Olympiaauswahl berufen und war langjähriger Starter im österreichischen Boxkader, dem er in den 1960er Jahren angehörte. Im Jahr 1967 wechselte Wanz zum Ringen und begann bereits ein Jahr später seine Wrestling-Karriere.
Wanz war zusammen mit Peter William Besitzer der europäischen Wrestling-Promotion CWA, für die er auch selbst aktiv antrat. Er arbeitete vorher auch für die amerikanische AWA und hielt einmal deren Weltmeistertitel.
Seine aktive Zeit als Wrestler beendete Otto Wanz am 22. Dezember 1990. Wanz hielt drei Kraftweltrekorde. Er veranstaltete viele der europäischen Strongman-Wettbewerbe.
Wanz hatte Rollen in mehreren Filmen und spielte in dem Video zum Titel Afrika („Ist der Massa gut bei Kassa“) der österreichischen Musikgruppe EAV mit. Er wurde in Nestelbach bei Graz bestattet.
Der Veranstaltungsorganisator und Fernsehkommentator Michael Wanz ist sein Sohn.

## Erfolge
- American Wrestling Association
  - 1 × AWA World Heavyweight Champion
- Catch Wrestling Association
  - 4 × CWA World Heavyweight Champion

## Filmografie
- 1969: Hilfe, ich liebe Zwillinge!
- 1980: Panische Zeiten
- 1990: Wenn das die Nachbarn wüssten (Fernsehserie, Folgen 2, 7, 9)
- 1997: Ein Schutzengel auf Reisen
- 2005: Trautmann: Bumerang